# Segelfluggelände Ochsenhausen

i7
i11
i13
Das Segelfluggelände Ochsenhausen liegt in der Stadt Ochsenhausen im Landkreis Biberach in Baden-Württemberg, etwa 3,5 km südwestlich des Zentrums von Ochsenhausen.

## Flugbetrieb
Das Segelfluggelände ist mit einer 250 m langen und 30 m breiten Start- und Landebahn aus Gras (Richtung 08/26) ausgestattet. Es besitzt eine Betriebszulassung für Segelflugzeuge und nicht motorgetriebene Luftsportgeräte. Als Startart ist ausschließlich Windenstart zugelassen. Die Länge der Seilauslegebahn beträgt 750 m. Der Halter und Betreiber des Segelfluggeländes ist der Luftsportverein Ochsenhausen e. V.